# Africada alveolar sonora
A africada alveolar sonora é um tipo de consoante africada pronunciada com a lâmina da língua contra os alvéolos logo atrás dos dentes.

## Características
- Seu modo de articulação é a africada sibilante, o que significa que é produzida primeiro interrompendo totalmente o fluxo de ar, depois direcionando-o com a língua para a borda afiada dos dentes, causando turbulência de alta frequência.
- Este africado é laminar alveolar, o que significa que é articulado com a lâmina da língua nos alvéolos.
- Existem pelo menos três variantes específicas do componente fricativo:

1. Alveolar laminar dentalizado (comumente chamado de "dental"), o que significa que é articulado com a lâmina da língua muito próxima aos dentes anteriores superiores, com a ponta da língua apoiada atrás dos dentes anteriores inferiores. O efeito de assobio nesta variedade de [z] é muito forte.[1]
2. Alveolar não retraído, o que significa que é articulado com a ponta ou a lâmina da língua na crista alveolar, denominada respectivamente apical e laminal.
3. Alveolar retraído, o que significa que é articulado com a ponta ou a lâmina da língua ligeiramente atrás da crista alveolar, denominada respectivamente apical e laminal. Acusticamente, é próximo a [ʒ] ou laminal [ʐ].

- Sua fonação é sonora, o que significa que as cordas vocais vibram durante a articulação.
- O mecanismo da corrente de ar é pulmonar, o que significa que é articulado empurrando o ar apenas com os pulmões e o diafragma, como na maioria dos sons.

## Ocorrência

#### Dentalizado laminal alveolar
| Língua           | Língua           | Palavra                | AFI                    | Significado          | Notas                                          |
| ---------------- | ---------------- | ---------------------- | ---------------------- | -------------------- | ---------------------------------------------- |
| Armênio          | Oriental         | ձուկ                   | [d̻͡z̪uk]ⓘ                | Peixe                |                                                |
| Bielorrusso      | Bielorrusso      | дзеканне/dzekannje     | [ˈd̻͡z̪ekän̪ʲe]            | Dzekanye             | Contrasta com forma palatalizada.              |
| Tcheco           | Tcheco           | Afgánec byl            | [ˈävɡäːnɛd̻͡z̪ bɪɫ̪]       | Um afegão era        | Alofone de /t͡s/ antes de consoantes expressas. |
| Húngaro          | Húngaro          | bodza                  | [ˈbod̻͡z̪ːɒ]              | Sabugueiro           |                                                |
| Cassúbio         | Cassúbio         | [ exemplo necessário ] | [ exemplo necessário ] |                      |                                                |
| Letão            | Letão            | drudzis                | [ˈd̪rud̻͡z̪is̪]             | Febre                |                                                |
| Macedônio        | Macedônio        | ѕвезда/dzvezda         | [ˈd̻͡z̪ve̞z̪d̪ä]             | Estrela              |                                                |
| Pachto           | Pachto           | ځوان                   | [d͡zwɑn]                | Jovem                |                                                |
| Polonês          | Polonês          | dzwon                  | [d̻͡z̪vɔn̪]ⓘ               | Sino                 |                                                |
| Russo            | Russo            | плацдарм/platsdarm     | [pɫ̪ɐd̻͡z̪ˈd̪är̠m]           | Cabeça de tijolo     | Alofone de /t͡s/ antes de consoantes expressas. |
| Servo-Croata     | Servo-Croata     | otac bi                | [ǒ̞t̪äd̻͡z̪ bi]             | Pai iria             | Alofone de /t͡s/ antes de consoantes expressas. |
| Esloveno         | Esloveno         | brivec brije           | [ˈbríːʋəd̻͡z̪ bríjɛ]      | Barbeiro faz a barva | Alofone de /t͡s/ antes de consoantes sonoras.   |
| Tyap             | Tyap             | zat                    | [d͡zad]                 | Búfalo               |                                                |
| Ucraniano        | Ucraniano        | дзвін/dzvin            | [d̻͡z̪ʋin̪]                | Sino                 |                                                |
| Sorábio superior | Sorábio superior | [ exemplo necessário ] |                        |                      | Alofone de /t͡s/ antes de consoantes expressas. |

#### Alveolar não retraído
| Língua       | Língua                         | Palavra     | AFI             | Significado   | Notas |
| ------------ | ------------------------------ | ----------- | --------------- | ------------- | --- |
| Árabe        | Najdi                          | قـليب       | [d͡zɛ̝lib]        | Bom           | Corresponde a /q/, /ɡ/, ou /dʒ/ em outros dialetos. |
| Catalão      | Catalão                        | dotze       | [ˈd̪odd̻͡z̺ə]       | Doze          | O componente fricativo é apical. |
| Holandês     | Dialeto Orsmaal-Gussenhoven    | zèèg        | [d͡zɛːx]         | Vi            | Alofone ocasional de /z/; distribuição pouco clara. |
| Inglês       | Cockney                        | day         | [ˈd͡zæˑɪ̯]        | Dia           | Possível alofone inicial de palavra, intervocálico e final de palavra de /d/. |
| Inglês       | Received Pronunciation         | day         | [ˈd͡zeˑɪ̯]        | Dia           | Possível alofone inicial de palavra, intervocálico e final de palavra de /d/. |
| Inglês       | Nova York                      | day         | [ˈd͡zeˑɪ̯]        | Dia           | Possível alofone sílaba inicial e às vezes também enunciado final de /d/. |
| Inglês       | Scouse                         | day         | [ˈd͡zeˑɪ̯]        | Dia           | Alofone possível com inicial de sílaba e final de palavra de /d/. |
| Francês      | Quebec                         | du          | [d͡zy]           | Do            | Alofone de /d/ antes de /i, y, j/. |
| Georgiano    | Georgiano                      | ძვალი       | [d͡zvɑli]        | Osso          | |
| Hebraico     | Hebraico                       | תזונה       | [d͡zuna]         | Nutrição      | |
| Luxemburguês | Luxemburguês                   | spadséieren | [ʃpɑˈd͡zɜ̝ɪ̯əʀən]  | Ir andar      | Fonema marginal que ocorre apenas em algumas palavras. |
| Marata       | Marata                         | जोर          | [d͡zorə]         | Força         | Contraste as versões aspiradas e não aspiradas. O não aspirado é representado por ज, que também representa [d͡ʒ]. O som aspirado é representado por झ, que também representa [d͡ʒʱ]. Não há diferença marcante para qualquer um. |
| Nepali       | Nepali                         | आज          | [äd͡zʌ]          | Hoje          | Contraste as versões aspiradas e não aspiradas. O não aspirado é representado por /ज/. O som aspirado é representado por /झ/.                                                                                                  |
| Português    | Europeu                        | desafio     | [d͡zəˈfi.u]      | Desafio       | Alofone de /d/ antes de /i, ĩ/ ou assimilação devido à exclusão de /i ~ ɨ ~e/. Cada vez mais utilizado no Brasil. |
| Português    | Brasileiro                     | aprendizado | [apɾẽ̞ˈd͡zadu]    | Aprendizado   | Alofone de /d/ antes de /i, ĩ/ ou assimilação devido à exclusão de /i ~ ɨ ~e/. Cada vez mais utilizado no Brasil. |
| Português    | Muitos falantes                | mezzoporano | [me̞d͡zo̞so̞ˈpɾɐ̃nu] | Mezzo-soprano | Fonema marginal. Alguns podem, em vez disso, usar pronúncias de grafia. |
| Romeno       | Dialetos moldavos              | zic         | [d͡zɨk]          | Dizer         | Corresponde a [z] no romeno padrão |
| Espanhol     | Alguns dialetos rio-platenses. | día         | ['d͡zia̞]         | Dia           | Corresponde a [ð] ou [d] no espanhol padrão |
| Chinês       | Shantou                        | 日本        | [d͡zit̚˨˩.pʊn˥˧]  | Japão         | |

#### Variável
| Língua   | Língua   | Palavra | AFI       | Significado | Notas |
| -------- | -------- | ------- | --------- | ----------- | --- |
| Italiano | Italiano | zero    | [ˈd͡zɛːɾo] | Zero        | O componente fricativo varia entre laminal dentalizado e apical não retraído. Neste último caso, o componente de parada é denti-alveolar laminal. |